# Piccarda Bueri

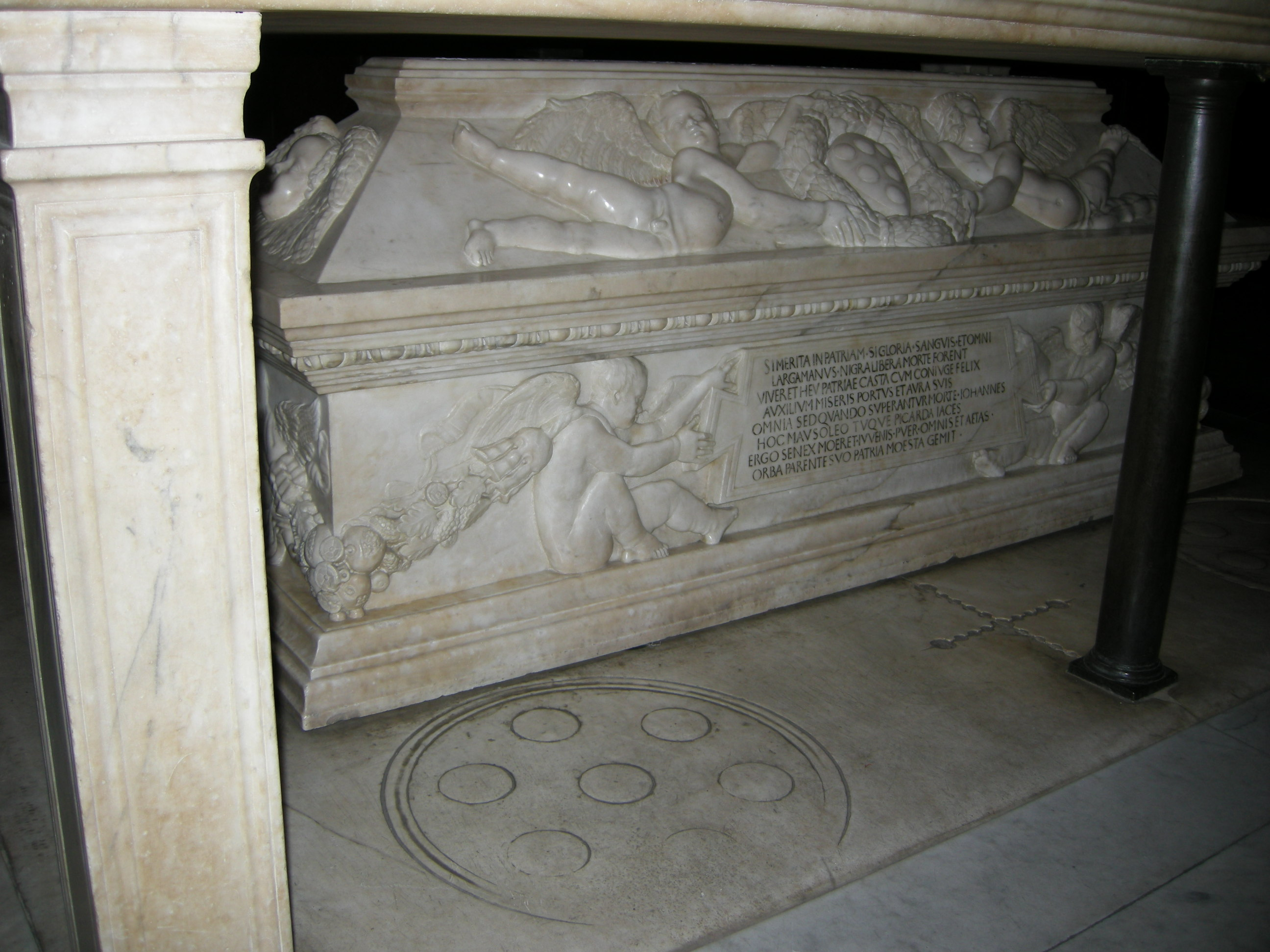
Tumbas de Juan de Médici y Piccarda Bueri en la Sacristía Vieja de San Lorenzo de Florencia.

Piccarda Bueri (Verona, segunda mitad del siglo XIV - Florencia, primera mitad del siglo XV), fue esposa de Juan de Médici, fundador de la Dinastía Médici.

## Biografía
La información sobre Piccarda es escasa. Se sabe que era hija de Eduardo Bueri, quien pertenecía a una familia de antigua estirpe de origen florentino, pero que tenía intereses comerciales también en otras ciudades. De hecho, la familia se encontraba en Verona al nacer Piccarda.
Al volver a Florencia, la muchacha fue desposada con el joven banquero Juan de Médici en 1386, que durante esa época se encontraba trabajando en el negocio bancario de su familia. Al poco tiempo, Juan, fue nombrado responsable de la filial en Roma, lo que les dio una estabilidad económica importante, aunque no podría decirse que eran ricos.
El matrimonio con Piccarda, gracias al pequeño patrimonio que ella entregó como dote, le permitió a Juan dar el salto del éxito comercial a la riqueza sólida, lo que más adelante sería la base para toda la fortuna familiar de los Médici: con ese dinero pudo, de hecho, comprar la filiar romana del banco que fue de inmediato expendida gracias al patrimonio de nuevos socios. Gracias al éxito de aquella empresa Juan murió siendo uno de los florentinos más ricos de la época.
Piccarda y Juan vivieron en un palacio a pocos pasos del Duomo de Florencia en la Vía Ricasoli. Ella se ocupaba frecuentemente de los asuntos familiares y ayudaba en los negocios cuando su esposo se encontraba de viaje, lo que era muy común.
La pareja tuvo dos hijos quienes son reconocidos como los fundadores de las dos ramas principales de la familia Médici:
- Cosme, (1389-1464), heredero de la fortuna paterna y cabeza de la Rama Médici Cafaggiolo.
- Lorenzo, (1395-1440), quien diera origen a la Rama Médici Popolano.

Fue enterrada junto a su marido al centro de la Sacristía Vieja de San Lorenzo en una tumba esculpida por Buggiano.

## En la ficción
En octubre de 2016 Piccarda fue interpretada por la actriz Frances Barber en la miniserie Medici: Masters of Florence.